# Apérys konstant
Apérys konstant er en konstant, der er fundet i en række tilfælde, fx i elektronens gyromagnetiske ratio og i kvanteelektrodynamik. Konstanten er lig summen af det reciprokke af de positive kubiktal. Konstanten er defineret som tallet ζ(3). Konstanten er opkaldet efter Roger Apéry, som i 1978 beviste at tallet er et irrationelt tal.
Tallet kan skrives som:
{\displaystyle \zeta (3)=1+{\frac {1}{2^{3}}}+{\frac {1}{3^{3}}}+{\frac {1}{4^{3}}}+\ldots }
hvor ζ er Riemanns zetafunktion. Det har værdien
{\displaystyle \zeta (3)=1.20205\;69031\;59594\;28539\;97381\;61511\;44999\;07649\;86292\,\ldots }
Ian Cutress offentliggjorde 6. juni 2019 sin beregning af ζ(3) med 1.000.000.000.000 decimaler. Dette er nuværende (pr. 2019) verdensrekorden i højeste antal cifre på Apérys konstant.

## Apérys sætning
Værdien er opkaldt efter Roger Apéry (1916 – 1994), som i 1977 beviste, at tallet var irrationalt. Dette resultat er kendt som Apérys sætning. Det oprindelige bevis er komplekst og svært at forstå, og kortere beviser er fundet siden hen ved brug af Legendrepolynomier.
Resultatet er forblevet forholdsvis isoleret: Der vides kun lidt om ζ(n) for andre ulige tal n.

## Rækkerepræsentation
I 1772 gav Leonhard Euler rækkerepræsentationen
{\displaystyle \zeta (3)={\frac {\pi ^{2}}{7}}\left[1-4\sum _{k=1}^{\infty }{\frac {\zeta (2k)}{(2k+1)(2k+2)2^{2k}}}\right],}
som siden er blevet genopdaget adskillige gange, bl.a. af Ramaswami i 1934.
Simon Plouffe gav adskillige rækker, der er betydningsfulde, idet de kan bruges til at give flere tals præcision pr. iteration. Heriblandt er de følgende:
{\displaystyle \zeta (3)={\frac {7}{180}}\pi ^{3}-2\sum _{n=1}^{\infty }{\frac {1}{n^{3}(e^{2\pi n}-1)}}}
og
{\displaystyle \zeta (3)=14\sum _{n=1}^{\infty }{\frac {1}{n^{3}\sinh(\pi n)}}-{\frac {11}{2}}\sum _{n=1}^{\infty }{\frac {1}{n^{3}(e^{2\pi n}-1)}}-{\frac {7}{2}}\sum _{n=1}^{\infty }{\frac {1}{n^{3}(e^{2\pi n}+1)}}}
Man har desuden fundet mange andre rækkerepræsentationer; herunder:
{\displaystyle \zeta (3)={\frac {8}{7}}\sum _{k=0}^{\infty }{\frac {1}{(2k+1)^{3}}}}
{\displaystyle \zeta (3)={\frac {4}{3}}\sum _{k=0}^{\infty }{\frac {(-1)^{k}}{(k+1)^{3}}}}
{\displaystyle \zeta (3)={\frac {5}{2}}\sum _{n=1}^{\infty }(-1)^{n-1}{\frac {(n!)^{2}}{n^{3}(2n)!}}}
{\displaystyle \zeta (3)={\frac {1}{4}}\sum _{n=1}^{\infty }(-1)^{n-1}{\frac {56n^{2}-32n+5}{(2n-1)^{2}}}{\frac {((n-1)!)^{3}}{(3n)!}}}
{\displaystyle \zeta (3)={\frac {8}{7}}-{\frac {8}{7}}\sum _{t=1}^{\infty }{\frac {{\left(-1\right)}^{t}\,2^{-5+12\,t}\,t\,\left(-3+9\,t+148\,t^{2}-432\,t^{3}-2688\,t^{4}+7168\,t^{5}\right)\,{t!}^{3}\,{\left(-1+2\,t\right)!}^{6}}{{\left(-1+2\,t\right)}^{3}\,\left(3\,t\right)!\,{\left(1+4\,t\right)!}^{3}}}}
{\displaystyle \zeta (3)=\sum _{n=0}^{\infty }(-1)^{n}{\frac {205n^{2}+250n+77}{64}}{\frac {(n!)^{10}}{((2n+1)!)^{5}}}}
og
{\displaystyle \zeta (3)=\sum _{n=0}^{\infty }(-1)^{n}{\frac {P(n)}{24}}{\frac {((2n+1)!(2n)!n!)^{3}}{(3n+2)!((4n+3)!)^{3}}}}
hvor
{\displaystyle P(n)=126392n^{5}+412708n^{4}+531578n^{3}+336367n^{2}+104000n+12463.\,}
Nogle af disse er brugt til at beregne Apérys konstant med flere millioner decimaler.

## Andre formler
Apérys konstant kan udtrykkes ved hjælp af en andetordens polygammafunktion som
{\displaystyle \zeta (3)=-{\frac {1}{2}}\,\psi ^{(2)}(1).}

## Integralrepræsentation
Der er en del integralrepræsentationer for Apérys konstant.
Denne repræsentation er dannet af rækkerepræsentation.
{\displaystyle \zeta (3)=\int _{0}^{1}\!\!\int _{0}^{1}\!\!\int _{0}^{1}{\frac {1}{1-xyz}}\,dx\,dy\,dz}.
De næste to er dannet direkte af de kendte integralformer for Riemanns zetafunktion:
{\displaystyle \zeta (3)=\int _{0}^{1}\!\!\int _{0}^{1}\!\!\int _{0}^{1}{\frac {1}{1-xyz}}\,dx\,dy\,dz}. og
{\displaystyle \zeta (3)=\int _{0}^{1}\!\!\int _{0}^{1}\!\!\int _{0}^{1}{\frac {1}{1-xyz}}\,dx\,dy\,dz}
Et eksempel på en kompliceret formel, fundet af Johan Jensen:
{\displaystyle \zeta (3)=\pi \!\!\int _{0}^{\infty }\!{\frac {\cos(2\arctan {x})}{\left(x^{2}+1\right)\left(\cosh {\frac {1}{2}}\pi x\right)^{2}}}\,dx}